# Don Giovanni

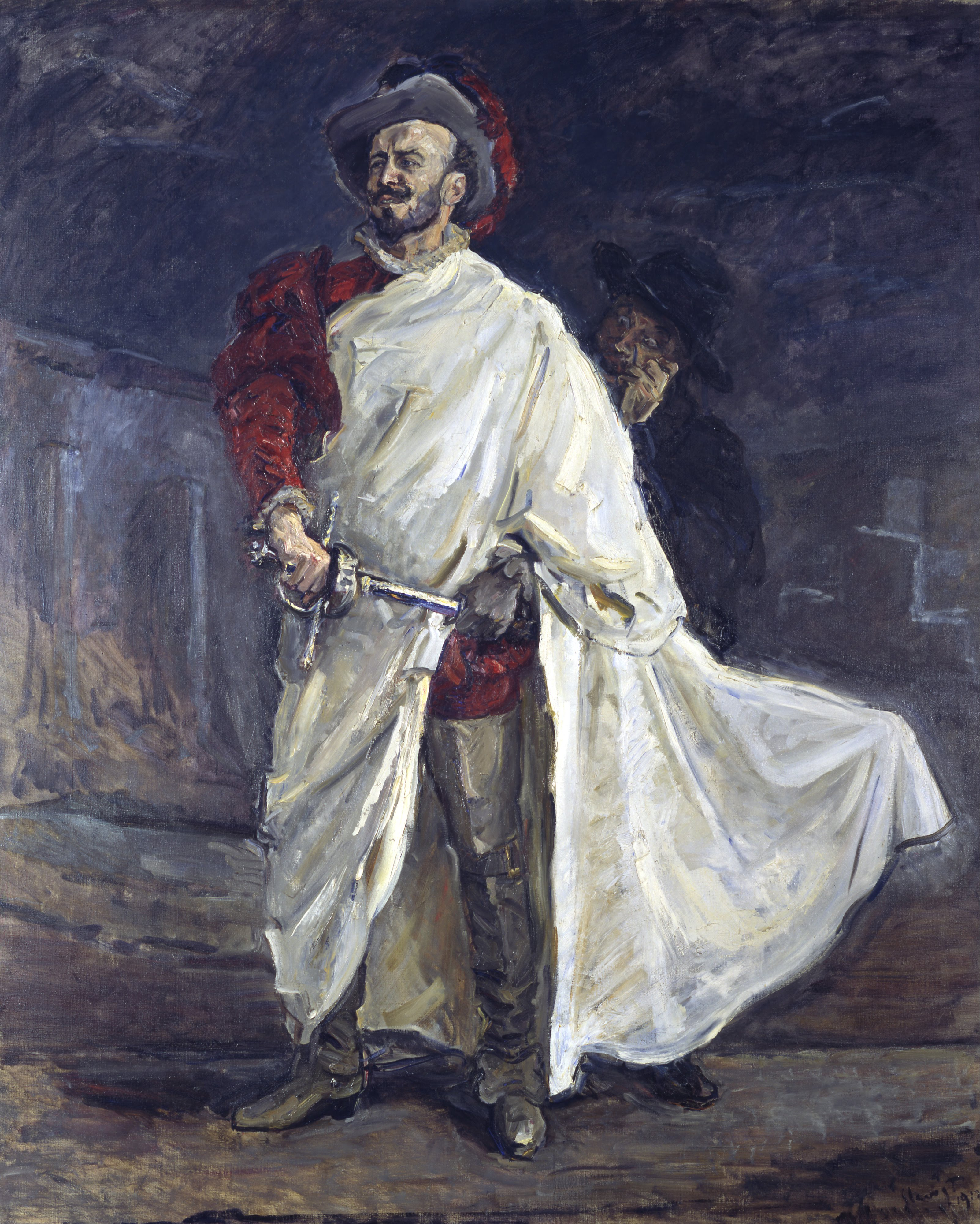
Don Giovanni, vertolkt door Francisco d'Andrade, en zijn knecht Leporello (Max Slevogt), 1903

Don Giovanni (KV 527), volledige titel Il dissoluto punito, ossia il Don Giovanni (De gestrafte losbol, genaamd Don Giovanni), is een opera van Wolfgang Amadeus Mozart in twee bedrijven op een libretto van Lorenzo da Ponte. De opera is op 14 oktober 1787 voor het eerst opgevoerd in Praag ter gelegenheid van het huwelijk van een nicht van keizer Jozef II, maar de officiële première was op 29 oktober in datzelfde jaar.
De opera werd na een jaar opgevoerd in Wenen op uitdrukkelijk verzoek van Jozef II, die de opera uiteindelijk nooit te zien kreeg. De opera sloeg niet aan bij het publiek in Wenen en werd maar een paar keer opgevoerd.
Don Giovanni wordt regelmatig opgevoerd in de grotere operahuizen. De opera behoort, samen met de beide andere Da Ponte-opera's Così fan tutte en Le nozze di Figaro, tot de 'grote Italiaanse drie' van Mozart.

## Weense en Praagse versie
De oorspronkelijk Praagse versie van de opera werd door Mozart en Da Ponte aangepast om hem meer te doen aanslaan bij het Weense publiek. Anders dan de Praagse oerversie was de Weense versie bedoeld voor een zuiver commerciële, dus risicodragende theaterproductie. Hij maakte hiervoor twee nieuwe aria's met bijbehorend recitatief. Hij verving Don Ottavio’s coloratuuraria Il mio tesoro door de lyrische aria Dalla sua pace (KV 540a). Dat deed Mozart mede vanwege de capaciteiten van de uitvoerende zanger, de tenor Francesco Morella. Daarnaast voegde hij een nieuwe aria voor Elvira toe, Mi tradì (KV 540c), speciaal voor de sopraan Caterina Cavalieri. Daarnaast veranderde hij ook de finale, om hem korter en met name ook positiever te maken, door een stuk toe te voegen waarin de nog levende hoofdpersonen hun plannen voor de toekomst vertellen: Or che tutti, o mio tesoro. De Praagse versie eindigt met de dood van Don Giovanni, de Weense met deze nieuwe finale.
Sommige dirigenten kiezen voor een mengsel van deze twee versies.

## Verfilmingen
Een opmerkelijke uitvoering van de opera is de verfilming ervan door Joseph Losey, die op diverse locaties in Venetië en Vicenza (waaronder het Teatro Olimpico van Andrea Palladio) is opgenomen. De villa La Rotonda (ook van de architect Palladio) speelt een prominente rol in deze sfeervolle verfilming.

## Rolverdeling
- Don Giovanni, jonge edelman, vrouwenversierder - bariton
- Donna Anna, verloofde van Don Ottavio - sopraan
- Donna Elvira, verlaten door Don Giovanni - sopraan
- Leporello, knecht van Don Giovanni - bas
- Don Ottavio, verloofde van Donna Anna - tenor
- Zerlina, een boerenmeisje, bruid van Masetto - sopraan
- Masetto, een boerenjongen, de bruidegom van Zerlina - bas
- Il Commendatore, legercommandant en vader van Donna Anna - bas

## Synopsis
Het verhaal is gebaseerd op de mythe van Don Juan, naar het oorspronkelijke toneelstuk van de Spaanse monnik Tirso de Molina.

### Eerste bedrijf

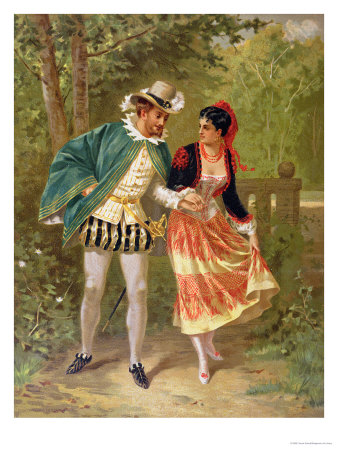
Don Giovanni verleidt Zerlina.

Don Giovanni verleidt Donna Anna, maar neemt naar haar smaak te grote stappen en wordt het huis uitgejaagd waar hij stiekem binnengeslopen was. De vader van Anna, Il Commendatore, achtervolgt Giovanni en de twee raken in een zwaardgevecht verwikkeld. De oude commandant wordt gedood en Giovanni vlucht, samen met zijn knecht Leporello, die op wacht stond. Anna eist van haar verloofde Don Ottavio dat hij de dood van haar vader wreekt.
Giovanni heeft een oogje op alle vrouwen, dus ook op het boerenmeisje Zerlina, dat verloofd is met Masetto. Don Giovanni, die meer dan duizend vrouwen heeft versierd, vergeet nog weleens dat hij sommige dames al een keer verlaten heeft en dat dit niet op prijs gesteld wordt. Zo ontmoet hij Donna Elvira, met wie hij al een relatie gehad heeft, die uiteraard boos is op hem en Zerlina snel in bescherming neemt. Masetto, die inmiddels gehoord heeft van de verleidingspogingen van Giovanni van zijn verloofde, is woedend, maar wordt gekalmeerd door Zerlina en ziet af van verdere stappen.
Op een van de feestjes van Giovanni is het de taak van Leporello om Masetto af te leiden, zodat Giovanni nog een keer kan proberen Zerlina te verleiden. Elvira, Anna en Ottavio komen ook op het feest, gemaskerd, omdat zij Giovanni willen confronteren met zijn misdaad en zijn schandelijke manier van leven. Na een harde schreeuw van Zerlina die wordt aangerand, verklaart Giovanni aan de toegesnelde aanwezigen, waaronder de gemaskerde gasten, dat hij niets gedaan heeft, maar dat hij zijn knecht Leporello zal straffen voor zijn wandaden. Niemand gelooft hem natuurlijk en Elvira, Anna en Ottavio en nu ook Masetto beloven elkaar nu echt wraak te zullen nemen vanwege de dood van Il Commendatore en het slechte gedrag van Don Giovanni.

### Tweede bedrijf

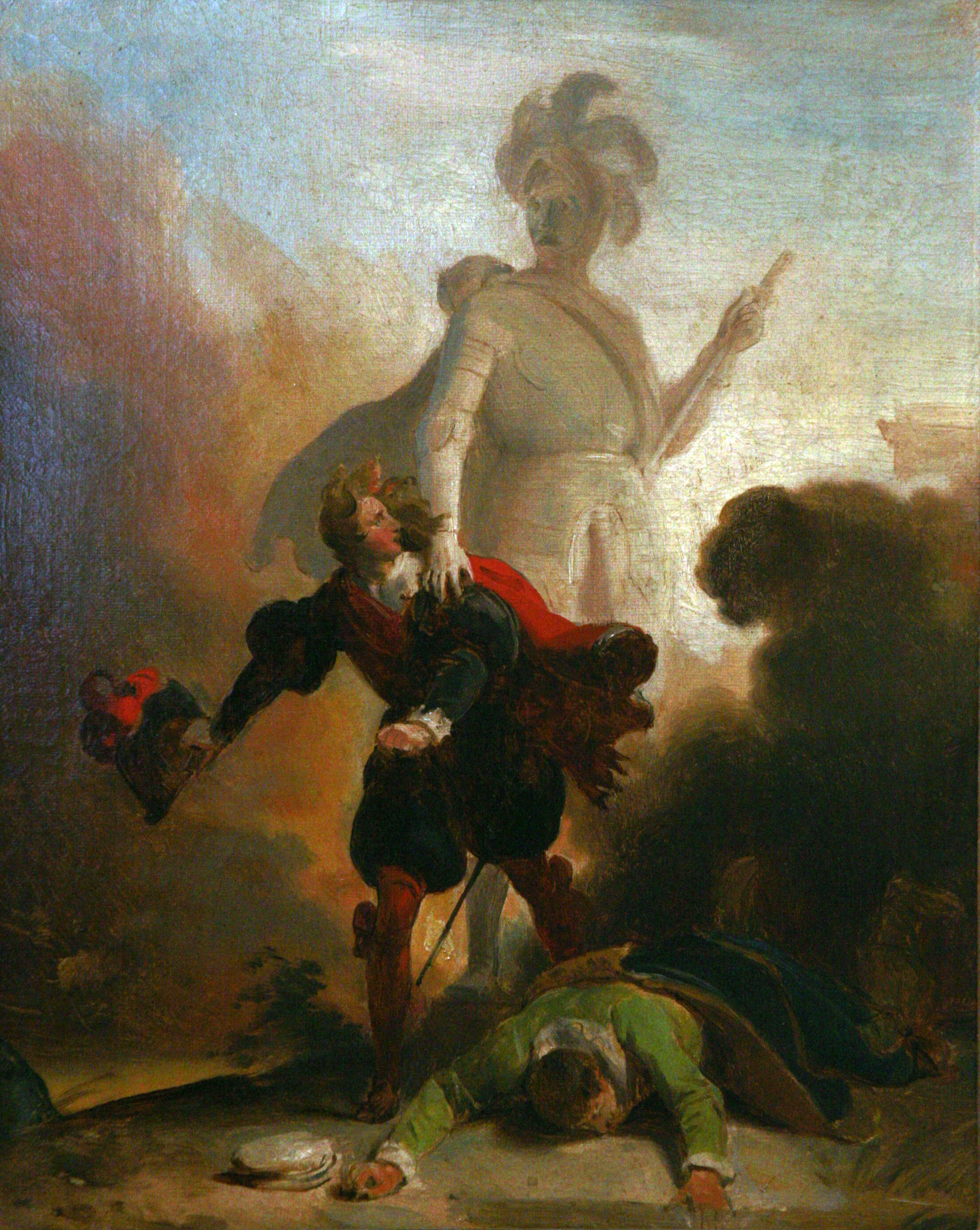
Don Giovanni en het standbeeld van Il Commendatore door Alexandre-Évariste Fragonard (circa 1830-1835)

Leporello voelt zich eigenlijk niet meer veilig bij zijn meester en wil hem verlaten, maar Giovanni koopt hem snel weer om met een extra salaris. Omdat Giovanni denkt dat hij meer kans maakt bij de dienstmeid van Elvira als hij eruitziet als een knecht, wisselen Leporello en Giovanni van kleren. Giovanni ontmoet op straat Masetto met een groep gewapende dorpelingen die van plan zijn Giovanni te pakken. Ze herkennen hem niet en Giovanni, verkleed als Leporello, belooft hen te helpen om zijn 'meester' om het leven te brengen. Als de dorpelingen alle kanten op gestuurd zijn om te zoeken en Giovanni alleen is met Masetto geeft hij hem een harde klap, pakt zijn wapens af en vlucht. Daarna zingt hij voor het venster van de naamloze dienstmaagd de aria Deh, vieni alla finestra. Hij wordt daarbij begeleid door enkel een mandoline en violen die pizzicato spelen.
Leporello, verkleed als Giovanni, heeft intussen tot taak gekregen om Elvira af te leiden. Hij heeft die taak erg serieus genomen en Elvira is weer helemaal in de wolken door de liefdesuitingen van - zoals zij denkt - Don Giovanni. Als Leporello eindelijk kans ziet om weg te sluipen van Elvira, komen Anna, Ottavio en later Zerlina en Masetto eraan. Die denken allemaal dat hij Giovanni is, maar Leporello ziet nog net kans om zijn ware identiteit te onthullen en te ontkomen.
Giovanni en Leporello ontmoeten elkaar weer op een begraafplaats vlak bij het graf van Il Commendatore en Giovanni roept tegen zijn standbeeld op het graf dat het is uitgenodigd voor het eten. Het beeld accepteert de uitnodiging met een knik van het hoofd. Wanneer Giovanni het beeld nogmaals vraagt om te komen eten, klinkt de stem van Il Commendatore, die de uitnodiging aanvaardt.
Tijdens het avondeten van Giovanni, die bediend wordt door Leporello, stormt Elvira binnen en smeekt hem om zijn levenswijze aan te passen, maar hij weigert om zelfs maar te luisteren. Als ze weggaat, slaakt ze een harde schreeuw en Leporello gaat op onderzoek uit. Hij vindt het standbeeld van Il Commendatore bij de deur. Het beeld komt binnen en eist herhaaldelijk van Giovanni dat hij spijt betuigt en zijn leven betert en nodigt hem uit mee te gaan om nu eens bij hem te dineren (in het hiernamaals). Giovanni weigert keer op keer zijn leven te beteren, maar zegt toe te komen dineren. Het standbeeld verdwijnt en er verschijnen demonen, die Giovanni in het hellevuur gooien.
De Praagse versie eindigt met dit angstaanjagende moment.
In de Weense versie komen - als de rook is verdwenen - Anna, Elvira, Ottavio, Zerlina en Masetto samen met een aantal politieagenten binnen om Giovanni te arresteren. Leporello beschrijft wat er gebeurd is. Giovanni is gewroken voor zijn daden. Anna en Ottavio trouwen na een jaar, Elvira treedt in het klooster, Zerlina en Masetto gaan samen naar huis en Leporello gaat in de kroeg op zoek naar een betere meester.

## Media
|  |                                                              |
|  | Don Giovanni - De Ouverture van Don Giovanni (download·info) |

- Bibliothèque nationale de France: cb13915256q (data)
- Gemeinsame Normdatei: 30010782X
- Library of Congress Control Number: n80008521
- MusicBrainz release group: dca4865a-9d5e-3bf1-acd0-13cfe8f6f8f7
- MusicBrainz work: b3b1e2b3-cbb8-4b46-a7d0-0031ec13492c
- Bibliotheek van het Japanse parlement: 00627060
- Nationale Bibliotheek van Israël: 987007265632105171
- Système universitaire de documentation: 085259357
- Virtual International Authority File: 301866059

Die Schuldigkeit des ersten Gebotes · Apollo et Hyacinthus · Bastien und Bastienne · La finta semplice · Mitridate · Ascanio in Alba · La Betulia Liberata · Il sogno di Scipione · Lucio Silla · Thamos, König in Ägypten · La finta giardiniera · Il rè pastore · Zaide · Idomeneo · Die Entführung aus dem Serail · L'oca del Cairo · Lo sposo deluso · Der Schauspieldirektor · Le nozze di Figaro · Don Giovanni · Così fan tutte · Die Zauberflöte · La clemenza di Tito